# Bogish Brand Entertainment
Bogish Brand Entertainment — американский независимый лейбл, основанный рэпером Cashis и продюсером Rikanatti. Специализируется на издании музыки в жанре хип-хоп. С самого начала музыканты создали команду Blocc Boyz, куда вошли Cashis, Rikanatti, Kenno, Basix, а позже — C-Major, звукорежиссёр и продюсер.
Активная деятельность лейбла началась в декабре 2011 года. После того как Cashis покинул Shady Records и заключил контракт с RBC Records, последний стал главной компанией лейбла.

## Состав

### Нынешний

#### Исполнители
- Cashis
- Spinz[2]
- BBG Phorse
- ACE[3]

#### Продюсеры
- Rikanatti
- Cin-a-Matik
- Эрик Богданович ( Австрия)[4]

### Бывший

#### Продюсеры
- Kenno
- Basix
- C-Major

#### Диджеи
- DJ Arkane

## Дискография
| исполнитель | альбом             | Дата выпуска      |
| ----------- | ------------------ | ----------------- |
| Cashis      | The Vault          | - 26 апреля 2011  |
| Cashis      | The Art of Dying   | - 30 октября 2012 |
| Cashis      | The Vault 2        | - 18 декабря 2012 |
| Spinz       | 1992               | - 13 марта 2013   |
| Cashis      | The County Hound 2 | - 15 октября 2013 |
| Cashis      | Euthanasia         | - 24 июня 2014    |
| Cashis      | Bogish Boy, Vol. 1 | - 15 июля 2014    |
| Cashis      | OG & Green Tea     | - 27 августа 2014 |
| Cashis      | I’m Getten Mine    | - 12 января 2015  |
| Cashis      | The County Hound 3 | - 7 апреля 2015   |
| Cashis      | Euthanasia 2       | - 11 декабря 2015 |
| Cashis      | Shady Capo         | - 15 января 2016  |